# マクシミリアン・シュタードラー
マクシミリアン・ヨハン・カール・ドミニク・シュタードラー（Maximilian Johann Karl Dominik Stadler、1748年8月4日 - 1833年11月8日）は、オーストリアの作曲家、音楽学者、ピアニスト。聖職者としての働きに敬意を表し、アベ・シュタードラー（abbé Stadler）と呼ばれることもある。

## 生涯
シュタードラーはメルクに生まれた。彼は1766年にメルク修道院のベネディクト会修道士会に入ってベネディクト会の修道士となり、1784年から1786年までは修道院長を務めた。1786年にリリエンフェルトの修道院で、1789年にはクレムスミュンスターの修道院で修道院長となった。
1791年からはリンツに、1796年からはウィーンに居を構えた彼は、モーツァルトの遺産を整理し、また帝国音楽記録係（Imperial Music Archive）を担当した。1803年からはニーダーエスターライヒ州のグロスクルトで教区の神父として働くが、1816年からはウィーンに移って音楽に専念した。
シュタードラーは18世紀から19世紀への転換期のウィーンにおいて、音楽の世界で最も重要な人物たちの中で過ごした。彼はモーツァルトをはじめハイドン、ベートーヴェン、シューベルトらと親交を築き、モーツァルトに関する著作を数多く遺した。また、彼はモーツァルトの未完成の作品の補筆完成も行っている。彼は未完に終わった「オーストリア摂政期における音楽の歴史に関する資料 Materialen zur Geschichte der Musik unter den österreichischen Regenten」に取り組んでおり、これはオーストリアの音楽に関する初めての歴史書であるとみなされている。彼の作品の大半はウィーンのオーストリア国立図書館と楽友協会に収められている。
1823年から1824年にかけて、シュタードラーはアントン・ディアベリの「ワルツによる変奏曲集」の50人の作曲家の1人として参加した。
彼はウィーンで生涯を閉じた。

## 作品
- オラトリオ「Die Befreyung von Jerusalem」 1813年
- カンタータ
- 歌曲
- 教会音楽、レクイエムやより小規模なものなど
- 鍵盤楽曲
- 音楽理論や歴史に関する著書